# Ilʹin (cràter)
Ilʹin és un petit cràter d'impacte que es troba a la cara oculta de la Lluna, just més enllà del terminador occidental. Es troba en la meitat occidental de la Mare Orientale, a la conca central enmig de la mar lunar inundada de lava. A l'est es troba el cràter Hohmann, una mica més gran que Ilʹin.

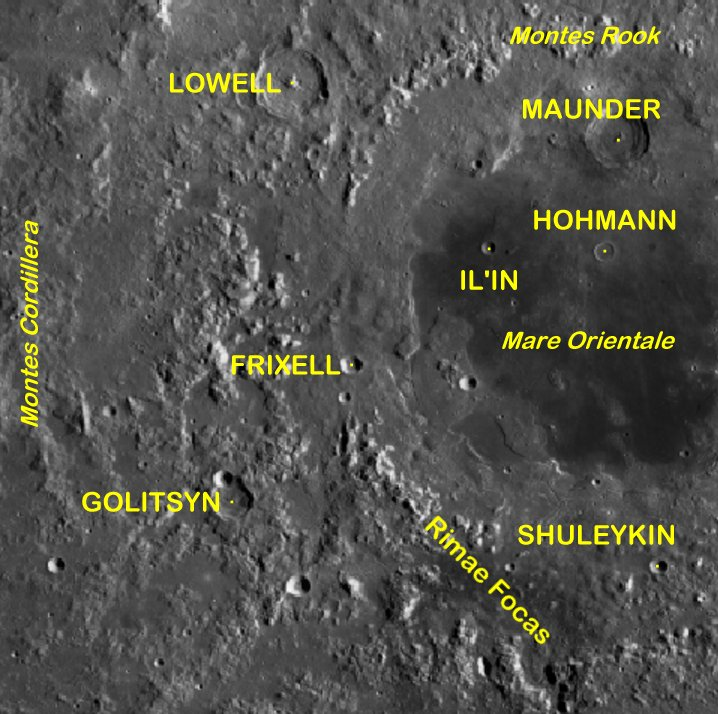
Localització d'Ilʹin (centre dreta de la imatge)
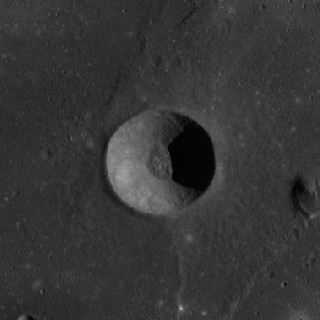
Cràter Ilʹin (imatge del LRO)

Es tracta d'un cràter circular i amb forma de bol, amb poca aparença de desgast. L'interior té una albedo més alta que la mar lunar circumdant, però no és notablement més brillant que el típic terreny de muntanya.